# 阿尼娅·沙拉诺维奇
阿尼娅·沙拉诺维奇（转写：Anja Šaranović，1989年11月12日—），生于南斯拉夫社会主义联邦共和国克拉列沃，是一名塞爾維亞族女性。她曾在塞尔维亚的多项選美活動中名列前茅，并代表塞尔维亚参加了2010年国际小姐和2011年環球小姐两项世界性选美比赛。

## 个人生活
阿尼娅在贝尔格莱德大学安全研究学院学习人力资源相关的课程。除母语塞尔维亚语外，她还会讲英语、俄语和意大利语，并积极参加田径和游泳活动。她曾花七年时间在贝尔格莱德的表演学校学习，并于十七岁时开始模特生涯。2017年6月，阿尼娅与篮球运动员德拉甘·泽科维奇结婚。
她还是2011年1月27日贝尔格莱德大学法学院举行的演讲比赛的14名决赛选手之一。

## 2010年塞尔维亚小姐
阿尼娅在弗爾尼亞奇卡礦泉鎮举行的选美比赛中名列前茅，因而得以参加2010年的塞尔维亚小姐选美比赛，并取得第二名的好成绩。随后阿尼娅更进一步，得以代表塞尔维亚参加2011年度環球小姐选美比賽。

## 2010年国际小姐
在参加2011年度環球小姐比賽之前，阿尼娅曾代表塞尔维亚参加了在成都举行的2010年国际小姐选美比赛，并作为15名半决赛选手之一进入决赛。阿尼娅在该次比赛中取得了第六名的成绩，是欧洲各国中排名最高的一位。

## 2011年環球小姐
阿尼娅曾代表塞尔维亚参加2011年度環球小姐比賽。